# Mănăstirea rupestră din Șinca Veche
Mănăstirea rupestră din Șinca Veche este un monument istoric aflat pe teritoriul satului Șinca Veche, comuna Șinca. În Repertoriul Arheologic Național, monumentul apare cu codul 41863.03.01.

## Imagini

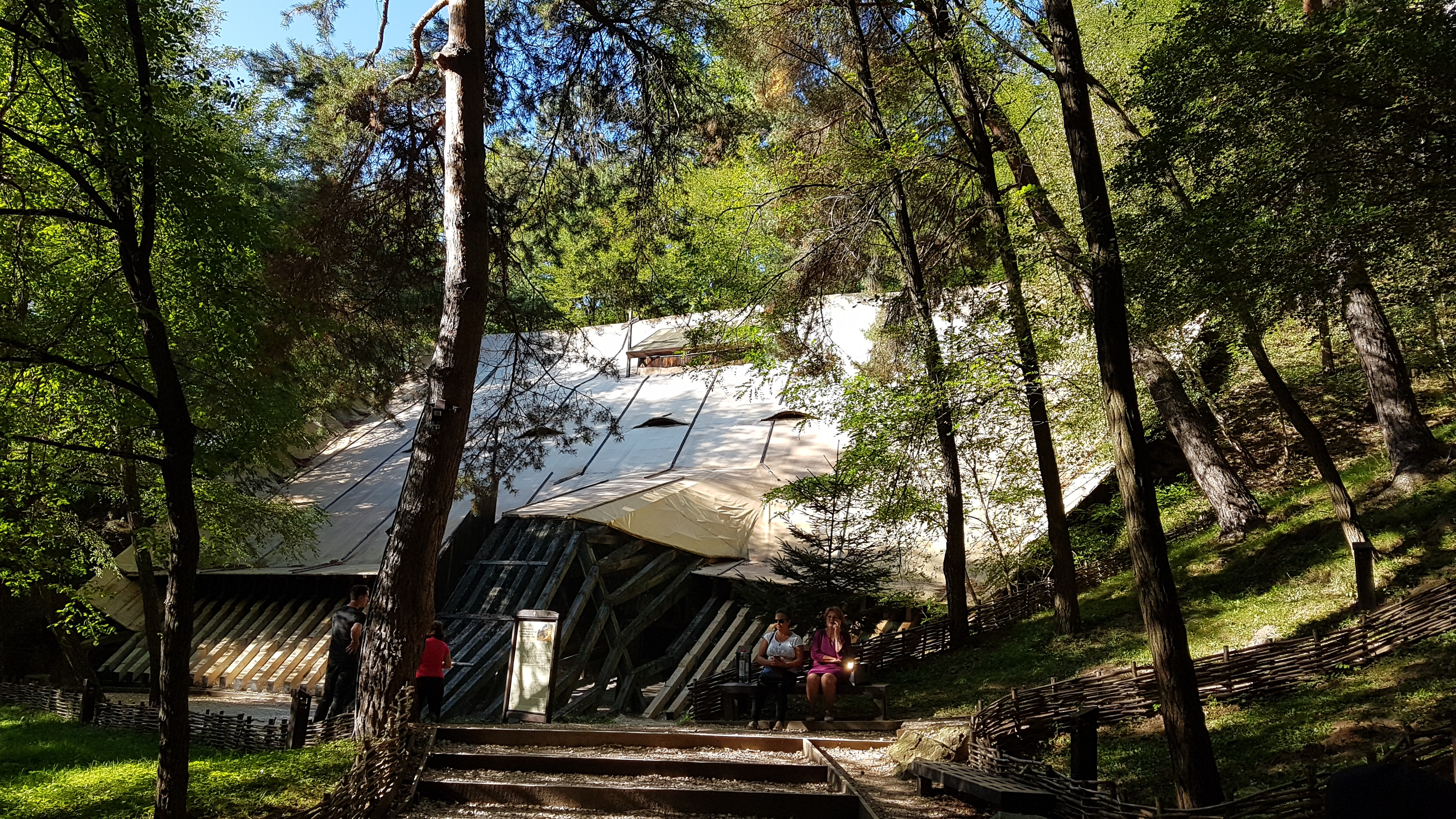
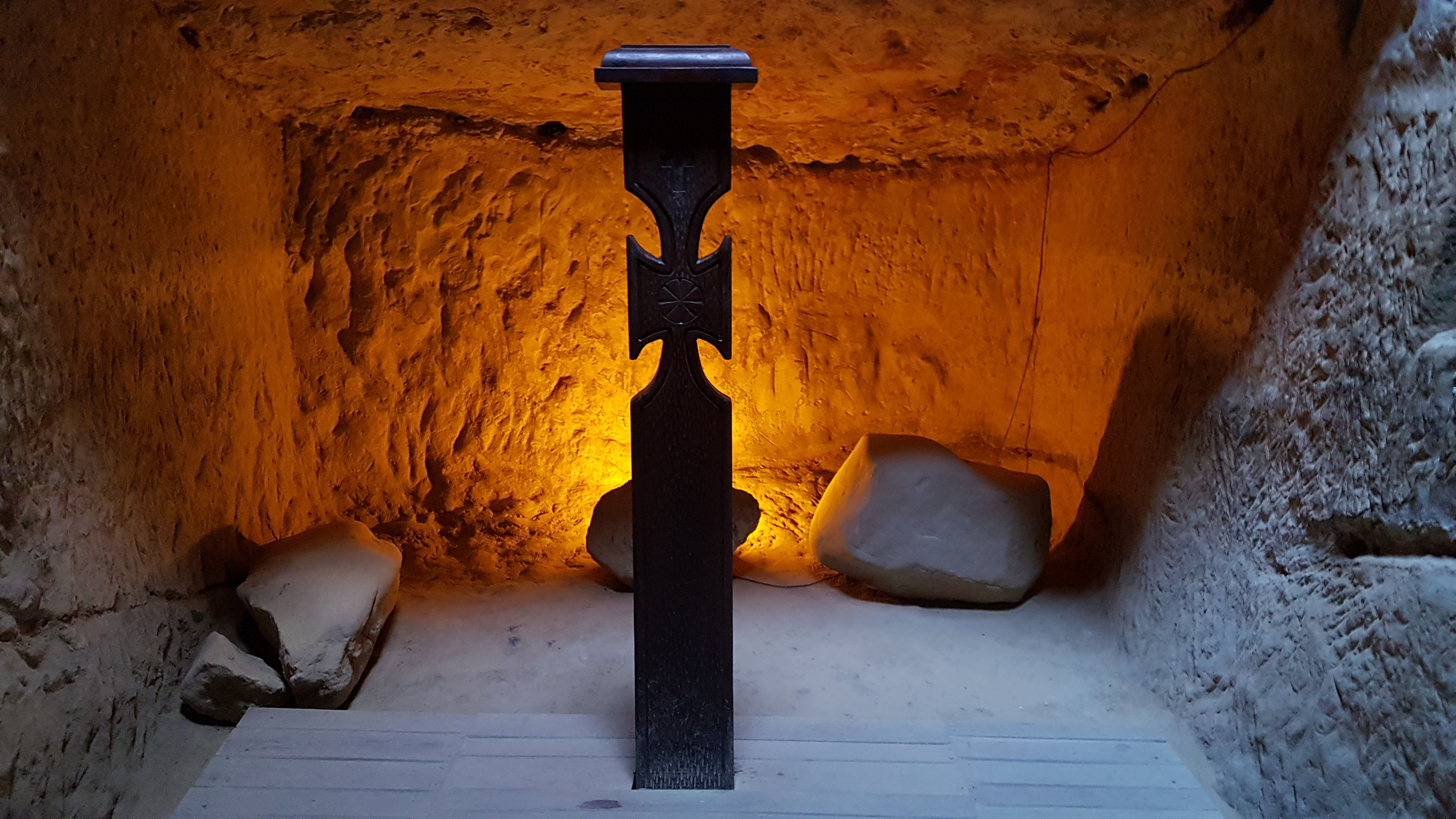
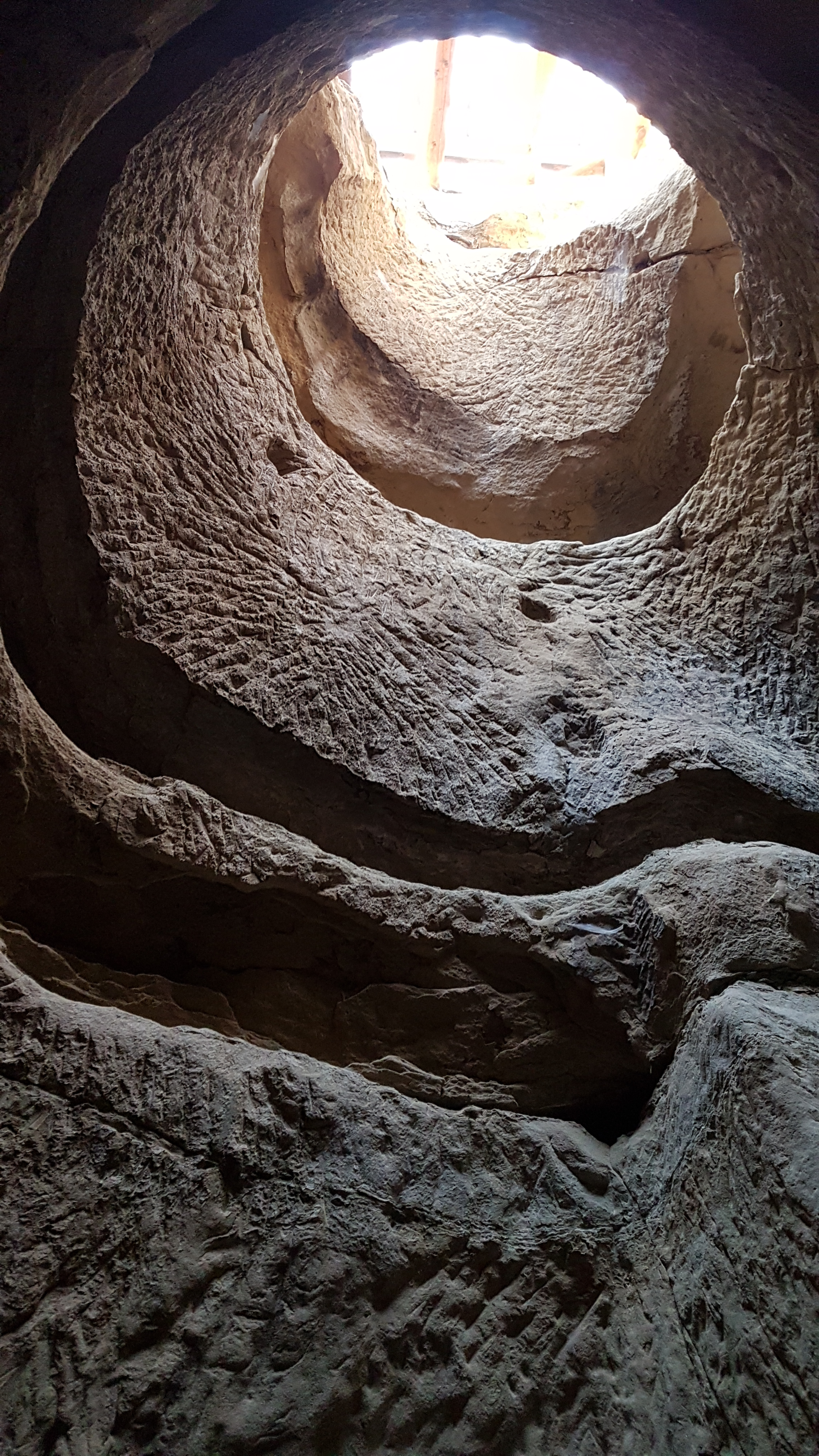
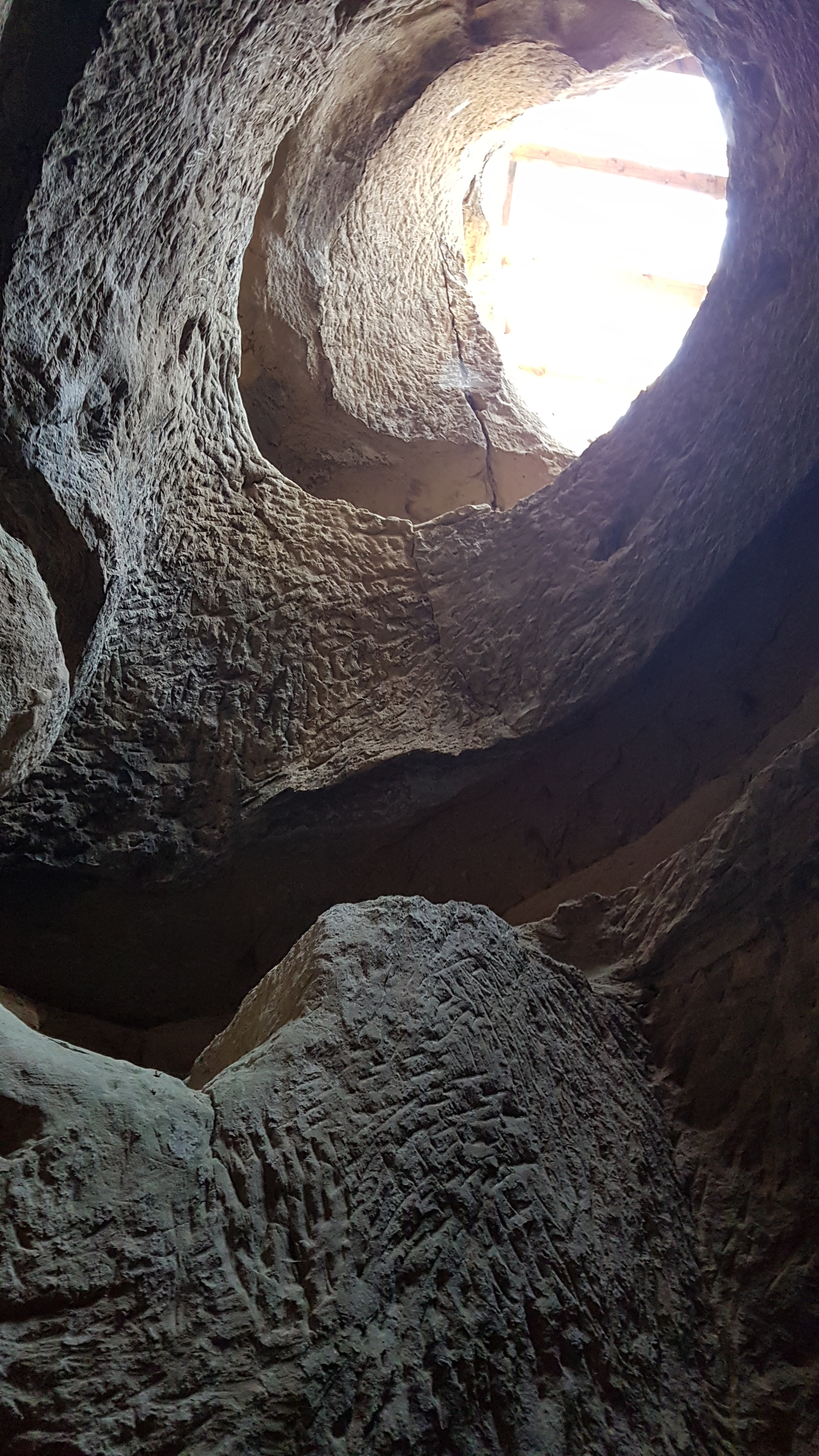
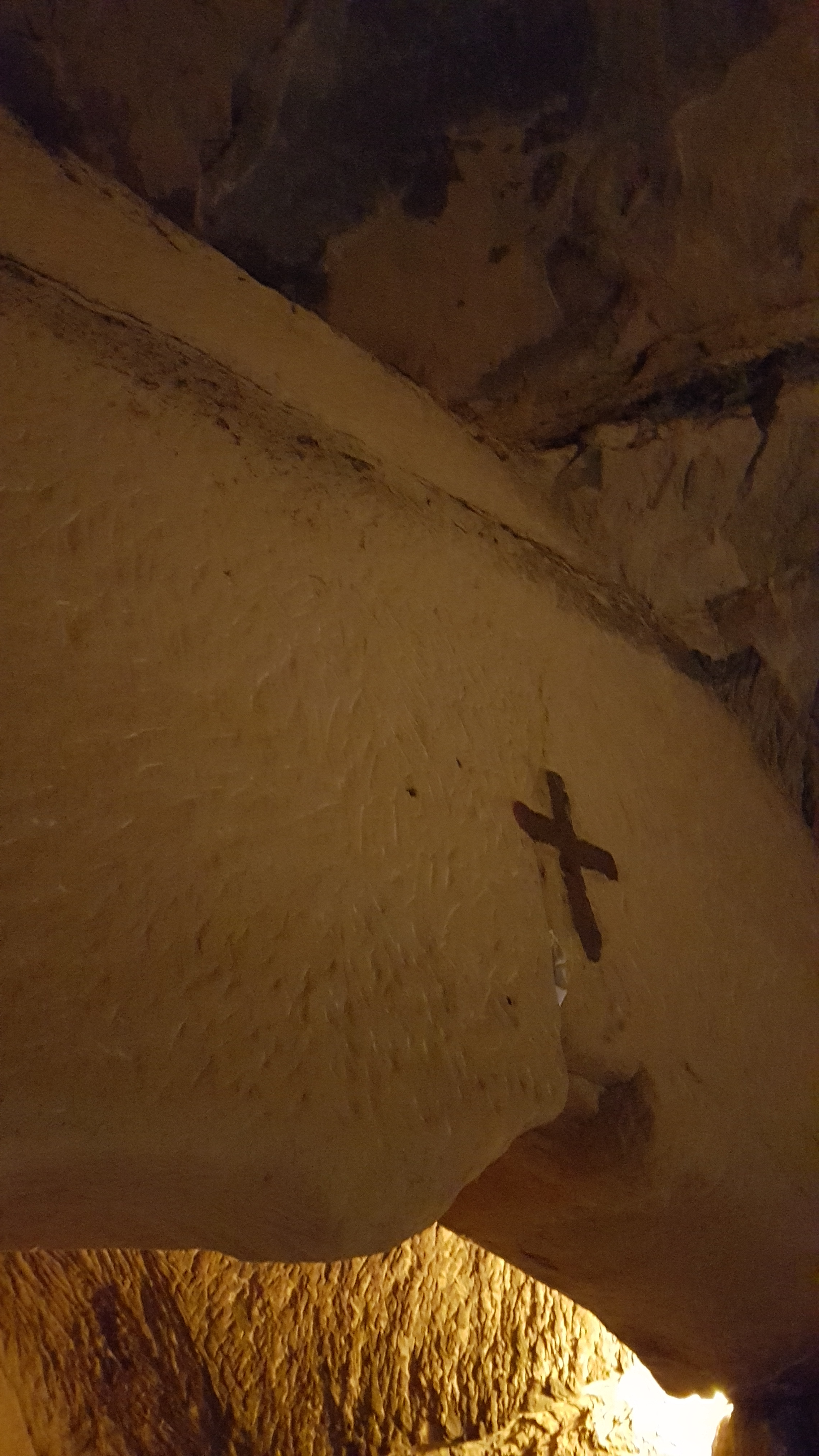
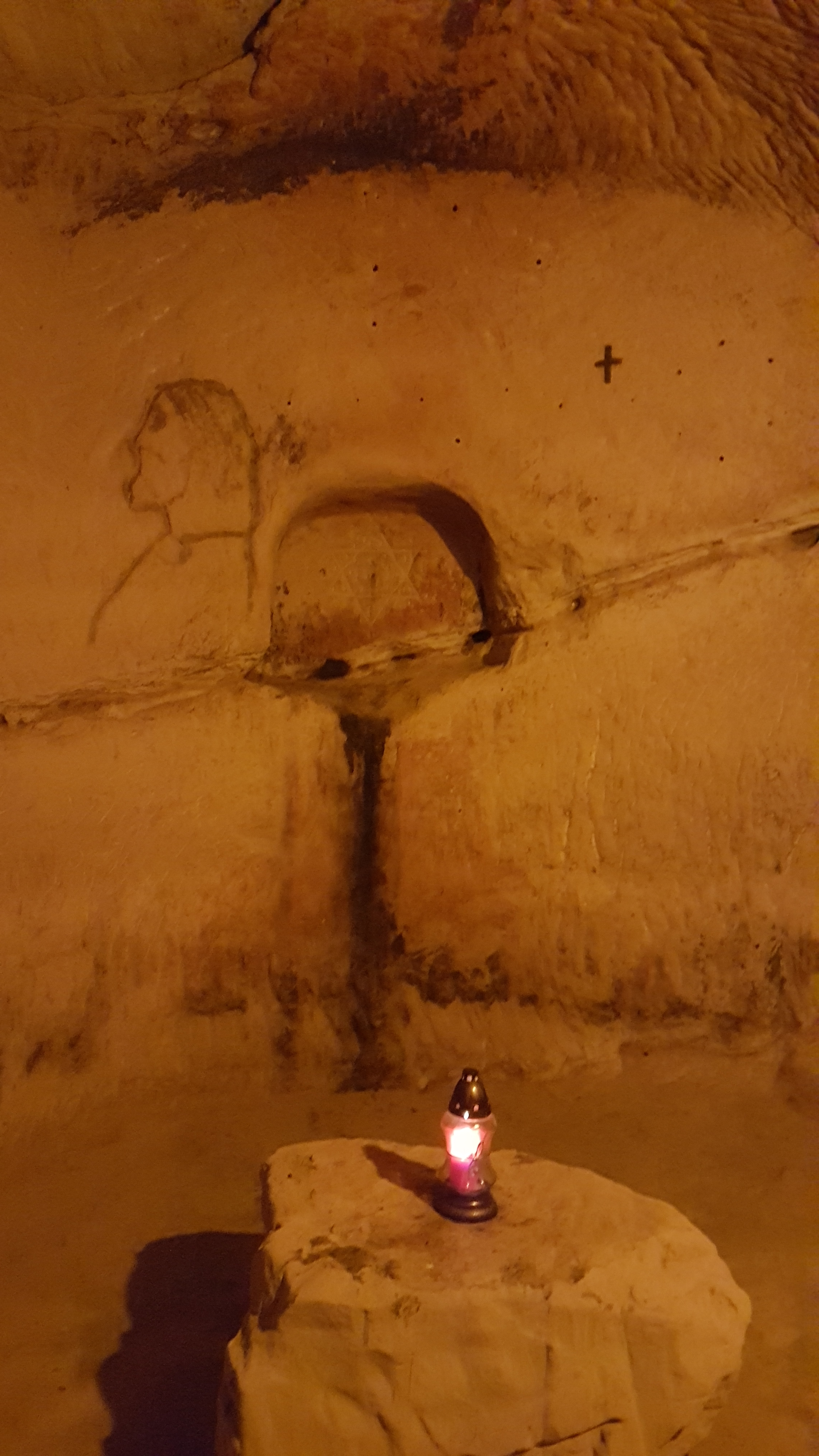
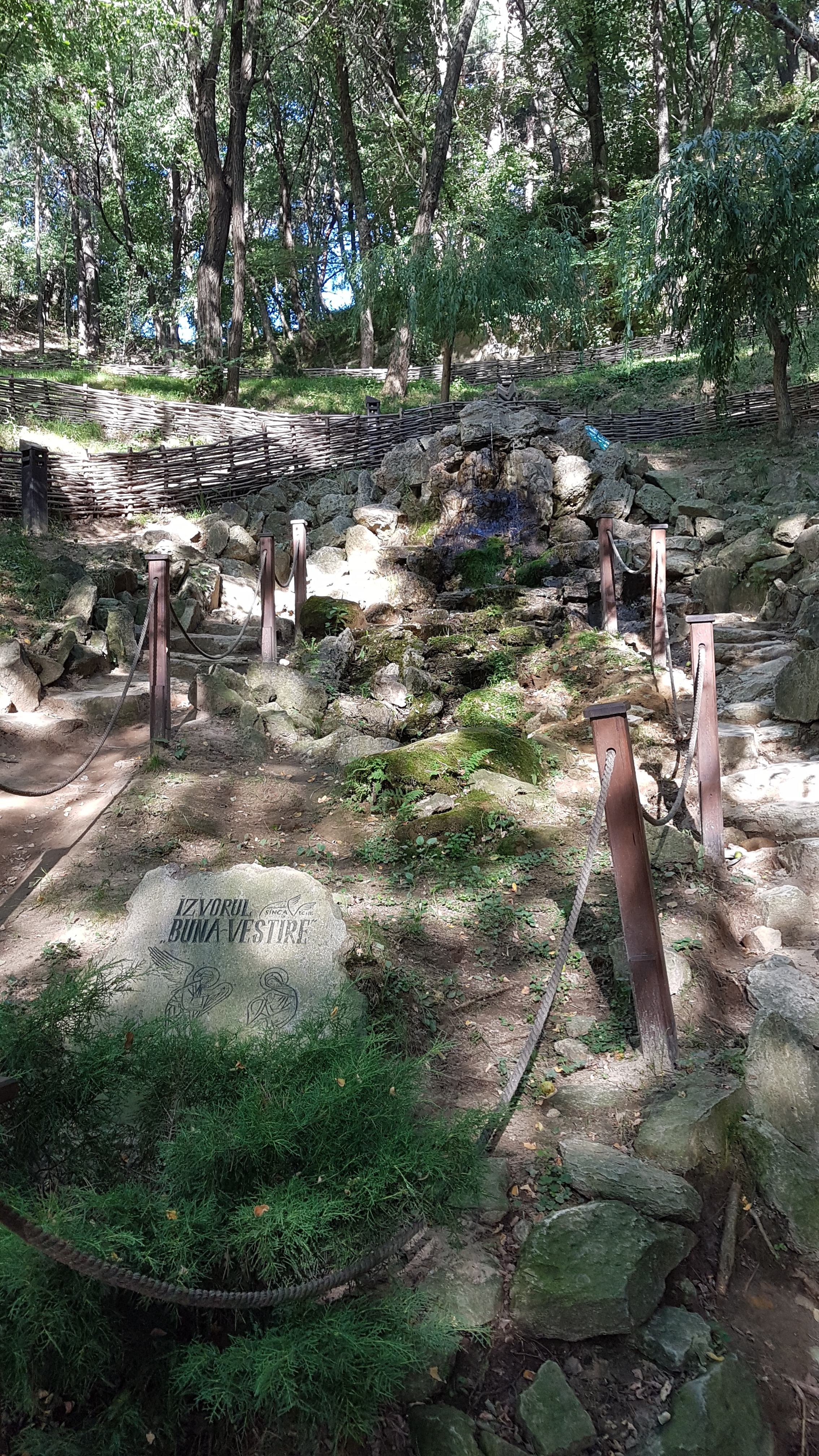